# Папунякова чучулига
Папунякова чучулига (Alaemon alaudipes) е вид птица от семейство Чучулигови (Alaudidae). Видът е незастрашен от изчезване.

## Разпространение
Разпространен е в Афганистан, Алжир, Бахрейн, Кабо Верде, Чад, Джибути, Египет, Еритрея, Етиопия, Индия, Иран, Ирак, Израел, Йордания, Кувейт, Либия, Мали, Мавритания, Мароко, Нигер, Оман, Пакистан, Катар, Саудитска Арабия, Сенегал, Сомалия, Судан, Сирия, Тунис, Обединените арабски емирства, Западна Сахара и Йемен.